# Pesindhèn

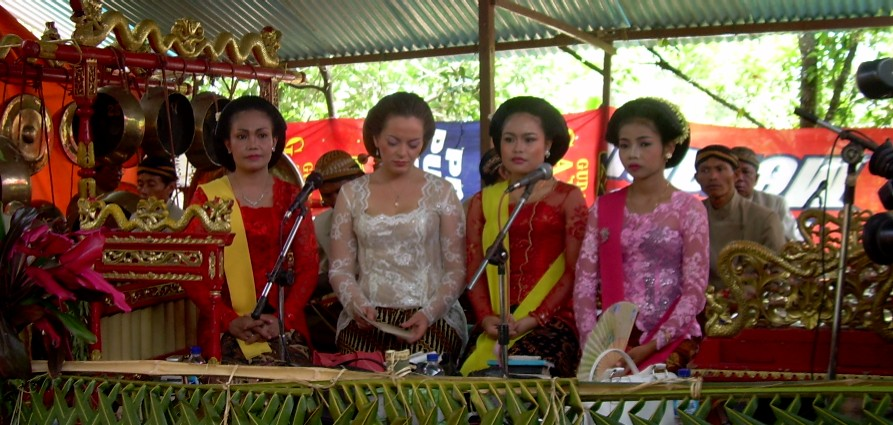
Un grup de pesihdhèn

Una pesindhèn (o de manera informal, sindhèn; del javanès, «ric en cançons» o «cantant de cançons») és una cantant solista que canta juntament amb un conjunt de música tradicional anomenat gamelan. Poden actuar en actuacions de música, dansa sense acompanyament, o en espectacles de wayang kulit.
La pesindhèn pot cantar juntament amb un gerong (cor masculí), però els seus estils i paraules seran diferents. La part de la sindhèn és en gran part improvisada dins de paràmetres estrictes (similar amb el qual es fa amb el cengkok instrumental). La sindhèn també es permet un ritme molt més lliure, similar al rebab i al suling, en lloc del ritme estricte del gerong.
Sindhèn també pot referir-se al cor femení i a dones cantants que acompanyen les danses de la cort bedhaya i serimpi. En aquest ús, pesindhèn fa referència a les membres individuals del cor.
De vegades la sindhèn no actua en solitari; en espectacles de titelles pot arribar fins a vuit o deu dones per a actuacions espectaculars. També hi ha hagut un nombre d'homes sindhèn que tenien veus melodioses com les dones, però portaven roba tradicional javanesa masculina.

## Història
El terme original de «pesindhèn» era «waranggana» (del javanès, wara (dona) i anggana (sola)), i les dones eren exclusivament cantants de fons per a actuacions de wayang kulit i klenengan. Aquesta paraula va sorgir del ronggeng i tenia un matís de «lascivitat», de manera que el 1948 els gerents més destacats de gerong es van reunir i van acordar canviar-lo per «pesindhèn».
Juntament amb aquest canvi de terminologia, les dones van assumir papers més destacats en les companyies i van començar a cantar soles. També van canviar els noms artístics de les pesindhèn, des dels noms amb pseudònims fins als seus noms reals.